# 站在高岗上
《站在高岗上》為1957年电影《阿里山之莺》插曲。由姚敏作曲；司徒明作词；姚莉、杨光原唱。
林群、王慧蓮；葉麗儀皆翻唱過。
张惠妹于1997年12月发行的翻唱专辑《妹力四射》中翻唱此曲，热播，曾登上1998年RTHK排名第一。